# Ophiactis brevis
Ophiactis brevis is een slangster uit de familie Ophiactidae.
De wetenschappelijke naam van de soort werd in 1938 gepubliceerd door Hubert Lyman Clark.